# Mesothen flavicostata
Mesothen flavicostata är en fjärilsart som beskrevs av Druce 1906. Mesothen flavicostata ingår i släktet Mesothen och familjen björnspinnare. Inga underarter finns listade i Catalogue of Life.